# Eftim II.
Eftim II. (bürgerlich Turgut Erenerol, * 23. April 1920 in Ankara; † 9. Mai 1991 in Istanbul) war Patriarch des autokephalen türkisch-orthodoxen Patriarchats, einer vom Griechischen Ökumenischen Patriarchat nicht anerkannten orthodox-christlichen Konfession mit starken Einflüssen aus der türkisch-nationslistischen Ideologie. Sein Vater, Eftim I., war Gründer dieses Patriarchats.
Turgut Erenerol studierte Medizin an der Medizinischen Fakultät der Universität Istanbul. Und arbeitete anschließend im New Yorker Montefiore Medical Center als Anästhesist. 1960 kehrte er in die Türkei zurück. Er wurde Patriarch, nachdem Papa Eftim I. im Jahre 1962 aus gesundheitlichen Gründen von seinem Amt zurücktrat. Eftim II. hatte das Patriarchenamt (Papa) vom Jahre 1962 bis zu seinem Tod am 9. Mai 1991 inne.  Sein Nachfolger war sein jüngerer Bruder Eftim III.